# 랠프 로즈
랠프 월도 로즈(Ralph Waldo Rose, 1885년 3월 17일 ~ 1913년 10월 16일)는 미국의 육상 선수이며, 3회의 하계 올림픽에서 3개의 금메달, 2개의 은메달과 1개의 동메달을 획득하였다.

## 생애
캘리포니아주 힐즈버그에서 태어난 로즈는 6 피트 5.5 인치, 250 파운드의 거인으로 포환던지기 선수로서 처음으로 50 피트를 깼다. 그의 세계 기록은 1909년에 세운 51 피트, 0 인치로 16년동안 보유되었다. 1904년 미시간 대학교에서 재학하는 동안에 그는 빅텐 선수권에서 포환던지기와 원반던지기를 둘다 우승하였다. 이어서 그는 샌프란시스코의 올림픽 클럽을 위해 시합을 나갔고 포환던지기, 원반던지기와 창던지기에서 7회의 국내 AAU 타이틀을 우승하였다. 세인트루이스 올림픽에서 포환던지기 1위, 해머던지기 3위와 56 파운드 던지기 6위를 하였다.
4년 후, 런던에서 포환던지기 타이틀을 유지하였다. 개막식에서 기수였던 로즈는 대다수가 아일랜드 계통인 동료 선수들에 의한 성원으로 다른 나라 선수단들에 비교하여 국기를 왕립 상자에 넣는 것을 거부하였다고 한다. 줄다리기에도 나갔으나 성공적이지 못하였다.
1912년 스톡홀름 올림픽에서 양손 포환던지기를 90 피트 10.5 인치의 기록과 함께 우승하였다. 정식 포환던지기 2위, 해머던지기 9위와 원반던지기 11위를 하였다.
28세의 나이로 샌프란시스코에서 장티푸스로 사망하였다.